# モアモア爆笑新鮮組
- モアモア爆笑新選組
- モアモア爆笑新撰組

モアモア爆笑新鮮組（モアモアばくしょうしんせんぐみ）は、ニッポン放送で、1991年7月6日から1993年4月3日まで毎週土曜日 16:35 - 17:00の時間帯で放送されていた公開放送形式のラジオ番組である。岡田屋モアーズの一社提供。当番組のタイトル「モアモア」とはこれに由来している。

## 概要
前番組『モアモア歌謡センター』に引き続き、神奈川県川崎市川崎区の川崎駅東口にある、川崎岡田屋モアーズ内の特設ステージから毎週お笑い芸人を迎えて、主にネタ披露とトークで構成。司会は最初、当時のニッポン放送アナウンサーのはたえ金次郎だったが、後に松尾伴内に交替。1991年7月6日の初回のゲストは立川ボーイズと松村邦洋。25分枠ながら基本的に毎週生放送で行われていた。
1993年4月改編でJリーグ中継枠（毎週土曜日は14:55、15:20、15:50いずれかから試合終了まで）を新設することによる土曜日編成の変更により終了。岡田屋モアーズの一社提供枠は『森高千里 千里の道も一歩から』（この1993年4月に『森高千里 THE青春』より改題）へ移行し、川崎岡田屋モアーズからの公開生放送番組は当番組の終了と共に消滅した。

## 司会者
- はたえ金次郎 （1991年7月6日 - 9月）[3]
- 松尾伴内 （1991年10月 - 1993年4月3日）[1]
- 大東めぐみ （1991年7月6日 - 1993年4月3日 一貫して出演）[1]

## 主なゲスト
- 立川ボーイズ（立川談春、立川志らく）[3]
- 松村邦洋[3]
- 浅草キッド
- MANZAI-C[6]
- チェリーズ
- 男同志[7]
- ふうりんかざん（フランキー為谷、寺田体育の日）[7]
- 相馬ひろみ（現・藤本芝裕）[8]
  - 他多数